# 朗茲縣 (密西西比州)
是美國密西西比州東部的一個縣，東鄰阿拉巴馬州。面積1,338平方公里。根据美國2000年人口普查，共有人口61,586人。縣治哥倫布（Columbus）。
朗茲縣成立於1830年1月20日。縣名紀念聯邦眾議員威廉·瓊斯·朗茲（William Jones Lowndes）。